# Vlag van Borgerhout
De vlag van Borgerhout werd op 1 juli 2009 bij ministerieel besluit vastgesteld als de districtelijke vlag van de Antwerpse district Borgerhout.
Officieel wordt de vlag beschreven als:
Groen met drie even lange liggende aansluitende kepers, de punt aan de broekzijde, van rood, van wit en van rood. Lengteverhouding 2:1:1:1:1, met slippen aan de vlucht.
De vlag is gebaseerd op het gemeentewapen.

## Afgekeurd vlagontwerp
De wijk Borgerhout lanceerde in september 2008 een wedstrijd voor een nieuwe officiële vlag (Gazet van Antwerpen, 12 september 2008). Iedereen kon meedoen. Wit, rood en groen waren de verplichte kleuren; de rest van het ontwerp werd overgelaten aan de creativiteit van de ontwerpers. De voorstellen hadden voor 20 oktober 2008 naar het stadsdeelhuis gestuurd moeten zijn.
Eind 2008 werd er een winnaar gekozen; uit een dertigtal voorstellen werd dat van Marc Van de Cruys doorgestuurd naar de toenmalige minister, Dirk Van Mechelen. Het officiële document met daarop het wapen en de vlag werd opgesteld en ondertekend, maar niet teruggestuurd omdat de minister, die is teruggetreden, er de voorkeur aan gaf dit en soortgelijke documenten tegelijkertijd te overhandigen zodra alle districten hun ontwerpen zouden hebben ingezonden.
De vlag heeft een zwaluwstaart, rood met een grote witte rechthoek in het midden die een smal verticaal verdeeld wit-rood paneel (zigzag, van zeven witte punten) scheidt van een groter deel van de vlucht; in de rechthoek, boven en onder begrensd door verticale witte en rode strepen, verschijnt een groene generieke boom die boven een groene ondergrond is geplaatst (zigzag-achtige scheiding). Als dit überhaupt iets betekent, zijn de genoemde verticale strepen elk zestien wit en vijftien rood.

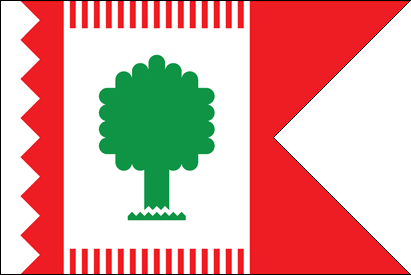
Afgekeurd vlagontwerp

## Eerdere vlag
De vlag van de voormalige gemeente Borgerhout is rood met drie witte kepers. De vlag is gebaseerd op het gemeentewapen, waarbij het wapenschild is weggelaten.

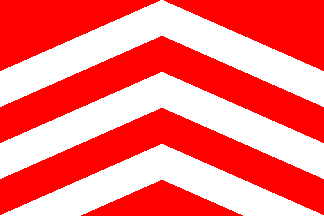
Voorgaande vlag (tot 1983)

In 1983 is Borgerhout opgegaan in de gemeente Antwerpen. De vlag is daardoor als gemeentevlag komen te vervallen.